# NGC 4966
NGC 4966 est une galaxie spirale située dans la constellation de la Chevelure de Bérénice. Sa vitesse par rapport au fond diffus cosmologique est de 7 270 ± 18 km/s, ce qui correspond à une distance de Hubble de 107,2 ± 7,5 Mpc (∼350 millions d'al). NGC 4966 a été découverte par l'astronome germano-britannique William Herschel en 1785.
On ne s'entend pas sur la classification de NGC 4966. Il semble bien y avoir un début de barre sur l'image obtenue du relevé SDSS, mais ce n'est pas évident. La classification pourrait tout aussi bien être de spirale intermédiaire indiquée dans la base de données HyperLeda ou encore de spirale ordinaire préconisée par la base de données NASA/IPAC.
NGC 4966 présente une large raie HI. De plus, c'est une galaxie LINER, c'est-à-dire une galaxie dont le noyau présente un spectre d'émission caractérisé par de larges raies d'atomes faiblement ionisés.
À ce jour, une dizaine de mesures non basées sur le décalage vers le rouge (redshift) donnent une distance de 93,150 ± 12,368 Mpc (∼304 millions d'al), ce qui est à l'intérieur des valeurs de la distance de Hubble. Notons cependant que c'est avec la valeur moyenne des mesures indépendantes, lorsqu'elles existent, que la base de données NASA/IPAC calcule le diamètre d'une galaxie et qu'en conséquence le diamètre de NGC 4966 pourrait être d'environ 38,1 kpc (∼124 000 al) si on utilisait la distance de Hubble pour le calculer.

## Groupe de NGC 4889
NGC 4966 fait partie du groupe de NGC 4889, la galaxie la plus brillante de ce groupe. Ce groupe de galaxies compte au moins 18 membres. Les autres galaxies du groupe sont NGC 4789, NGC 4807, NGC 4816, NGC 4819, NGC 4827, NGC 4839, NGC 4841, NGC 4848, NGC 4853, NGC 4874, NGC 4889, NGC 4895, NGC 4911, NGC 4926, NGC 4944, NGC 4841A et UGC 8017 (noté 1250+2839 dans l'article de Mahtessian pour CGCG 1250.4+2839).
Le groupe de NGC 4889 fait partie de l'Amas de la Chevelure de Bérénice, mais contrairement aux autres galaxies de ce groupe, elle n'apparait pas dans la liste du catalogue de Godwin, Metcalfe et Peach publié en 1983, liste où ces galaxies sont désignées par le préfixe ABELL 1656:[GMP83] suivi d'un numéro.